# Samm Barnes
Samm Barnes (née au Royaume-Uni) est une scénariste de bande dessinée et productrice audiovisuelle canadienne. Elle a notamment travaillé sur la série Jeremiah.

## Publications
- « Sarah's Story », dans The Spectacular Spider-Man no 23-26, avec Scott Eaton (dessin) et Cam Smith (encrage), Marvel, 2003.
- Strange, avec Brandon Peterson (dessin et encrage) et Joseph Michael Straczynski (scénario), Marvel, six numéros, 2004-2005.
- Doctor Spectrum, avec Travel Foreman et Greg Tocchini (dessin) et divers encreurs, Marvel, six numéros, 2004-2005.

## Récompenses
- 2005 : Prix Joe Shuster de la meilleure scénariste pour Doctor Spectrum (en)